# Liuba Șova
Liuba Șova (* 2. September 1970) ist eine moldauische Juristin. Seit 2019 ist sie Richterin am Verfassungsgerichtshof der Republik Moldau.

## Leben und Wirken
Șova studierte Rechtswissenschaften an der Staatlichen Universität Moldau, wo sie 1994 ihren Abschluss machte. Anschließend war sie an der dortigen Abteilung für Verfassungs- und Verwaltungsrecht tätig. 1998 wurde sie in die moldauische Anwaltskammer aufgenommen. Von 2005 bis 2007 fungierte sie als Beraterin des Präsidenten der moldauischen Verfassungsgerichts. 2007 erwarb sie den Titel Master of Laws und las ab 2010 Lektionen an der Abteilung für Öffentliches Recht der Staatlichen Universität Moldau. Auf diesem Gebiet, insbesondere im Bereich des Verfassungsrechts, hat Șova mehrere wissenschaftliche Publikationen verfasst. 2011 erhielt sie das Diplom der Staatlichen Universität Moldau „für herausragende didaktisch-wissenschaftliche Leistungen, besondere Verdienste auf dem Gebiet der Ausbildung hochqualifizierter Kader und anlässlich des 65. Jahrestages der Gründung der MSU“.
Am 15. August 2019 wurde Șova vom moldauischen Parlament für eine zunächst sechsjährige Amtszeit zur Richterin am Verfassungsgerichtshof der Republik Moldau ernannt. 2021 war sie interimsweise Präsidentin dieses Gerichts. Im Juni 2025 wurde Șova für eine weitere sechsjährige Amtszeit wiedergewählt.